# 협력 (진화)
진화에서 협력(cooperation)은 유기체 그룹이 공동 또는 상호 이익을 위해 함께 일하거나 행동하는 과정이다. 일반적으로 사회적 파트너의 번식 성공을 증가시키기 위해 부분적으로 진화한 모든 적응을 이렇게 부른다. 예를 들어, 수컷 사자들이 함께 영토를 지키는 것은 침입자를 방어하며, 모든 기여자에게 이익이 될 것이다.
이 과정은 개인이 이기적인 이유로 서로 경쟁하는 그룹 내 경쟁과 대조된다. 협력은 인간뿐만 아니라 다른 동물에게도 존재한다. 협력을 나타내는 분류군의 다양성은 얼룩말 떼에서 쟁이, 아프리카 코끼리에 이르기까지 상당히 크다. 많은 동식물 종은 자신의 종의 구성원 및 다른 종의 구성원과 협력한다.

## 동물에서
동물의 협력은 대부분 직접적인 이익을 위해 또는 친척 간에 발생하는 것으로 보인다. 관련 개인을 돕는데 시간과 자원을 사용하는 것은 처음에는 유기체의 생존 기회에 손해로 보일 수 있지만, 장기적으로는 유익한 전략이다. 친척이 도우미의 유전적 구성의 일부를 공유하기 때문에 각 개인의 생존 가능성을 높이는 것은 실제로 도우미의 유전적 특성이 미래 세대에 전달될 가능성을 증가시킬 수 있다.
그러나 생태학 교수인 Tim Clutton-Brock과 같은 일부 연구자들은 협력이 더 복잡한 과정이라고 주장한다. 그들은 도우미가 일반적으로 보고되는 것보다 다른 사람을 도우면서 더 직접적이고 덜 간접적인 이득을 얻을 수 있다고 말한다. 이러한 이득에는 포식으로부터의 보호 및 생식 능력 증가가 포함된다. 더욱이 그들은 협력이 단지 두 개인 간의 상호 작용이 아니라 인구 통합이라는 더 넓은 목표의 일부일 수 있다고 주장한다.
찰스 다윈, E. O. 윌슨, 윌리엄 도널드 해밀턴과 같은 저명한 생물학자들은 자연선택이 가장 큰 번식 성공을 달성한 사람들을 선호하는 반면 협동 행동은 종종 행위자(협동조합을 수행하는 개인 행동). 따라서 협력은 개인이 생존하고 번식 성공을 극대화하기 위해 경쟁한다는 가정에 기초한 자연 선택 이론에 도전적인 문제를 제기하는 것처럼 보였다. 또한 일부 종은 처음에는 자신의 진화적 적합성에 해로운 것처럼 보일 수 있는 협력 행동을 수행하는 것으로 밝혀졌다.
예를 들어, 땅다람쥐가 근처에 있는 코요테의 다른 그룹 구성원에게 경보를 울리면 자신에게 주의를 기울이고 자신이 먹힐 확률을 높인다. 협력의 진화에 대한 여러 가설이 있었는데, 모두 포괄적 적합도를 기반으로 하는 Hamilton의 모델에 뿌리를 두고 있다. 이 모델은 직접적인 적합성 이점(상호 유익한 협력) 또는 간접적인 적합성 이점(이타적 협력)으로 인해 자연 선택이 협력을 선호한다고 가정한다. 아래에서 설명하는 바와 같이 직접 이익은 부산물 이익과 강제 호혜를 포함하는 반면 간접 이익(친척 선택)은 제한된 분산, 친족 차별 및 녹색 수염 효과를 포함한다.

### 친족 선택
동물에 대한 협력의 한 가지 구체적인 형태는 혈연 선택이며, 이는 동물이 혈연의 번식 성공을 촉진하여 자신의 건강을 증진하는 것을 포함한다.
혈연 선택을 설명하는 다양한 이론이 제안되었으며, 여기에는 "지불 기간" 및 "영토 상속" 가설이 포함된다. "pay-to-stay" 이론은 개인이 육종가의 호의에 보답하기 위해 다른 사람들이 자손을 기르도록 도우며, 그들이 그들의 땅에서 살 수 있도록 한다는 이론이다. "영토 상속" 이론은 개인이 사육자가 떠나면 사육 지역에 대한 접근을 개선하는데 도움이 된다고 주장한다.
붉은 늑대에 대해 수행된 연구는 도우미가 협력 번식에서 즉각적 및 장기적 이익을 모두 얻는다는 이전 연구원의 주장을 뒷받침한다. 연구원들은 출생 후 오랜 기간 동안 무리와 함께 지내기로 한 붉은 늑대의 결정의 결과를 평가했다. 이는 다른 늑대의 자손을 도왔지만 연구에 따르면 수컷 도우미 늑대의 수명도 연장되었다. 이것은 친족 선택이 건강 증진을 통해 장기적으로 개인에게 도움이 될 뿐만 아니라 단기적으로 생존 기회 증가를 통해 개인에게 도움이 될 수 있음을 시사한다.
일부 연구에서는 개인이 가까운 친척에게 더 많은 도움을 제공한다고 제안한다. 이러한 현상을 친족 차별(kin discrimination)이라고 한다. 메타 분석에서 연구자들은 서부 파랑새, 얼룩물총새, 호주까치, 난쟁이몽구스를 포함한 18종의 유전적 관련성이 매개되는 혈연 선택에 대한 데이터를 수집했다. 그들은 서로 다른 종들이 다양한 정도의 혈연 차별을 보였으며, 가장 큰 빈도는 협력적 상호 작용에서 가장 많이 얻은 사람들 사이에서 발생한다는 것을 발견했다.

## 식물에서
협력은 동물뿐만 아니라 식물에도 존재한다. 덩굴 식물인 Ipomoea hederacea를 사용한 온실 실험의 결과는 친족 그룹이 비 친족 그룹보다 성장 효율이 더 높다는 것을 보여준다. 이는 친족 그룹 내 경쟁 감소로 인해 발생한 것으로 예상된다.

## 설명
포괄적 적합도 이론은 협력의 근본적인 문제에 대한 가능한 솔루션에 대한 좋은 개요를 제공한다. 이 이론은 협력이 개인(직접 적합성) 또는 동일한 유전자를 보유한 다른 개인(간접 적합성)의 번식 성공을 증가시켜 미래 세대에 기본 유전자를 전달하는데 도움이 된다는 가설에 기반한다. 직접적인 이익은 협력 또는 집행 메커니즘의 단순한 부산물에서 발생할 수 있는 반면, 간접적인 이익은 유전적으로 유사한 개인과의 협력에서 발생할 수 있다.

### 직접적인 피트니스 혜택
행위자와 수혜자 모두 직접적인 적합성 혜택에 의존하기 때문에 이는 상호 유익한 협력이라고도 하며, 이는 부산물 혜택과 시행이라는 두 가지 유형으로 나뉜다.
부산물 편익은 사회적 파트너가 협력에 대한 이해를 공유함으로써 발생한다. 예를 들어, 미어캣에서 더 큰 그룹 크기는 생존율을 높이고 성공을 찾아내고 갈등에서 승리함으로써 해당 그룹의 모든 구성원에게 이익을 제공한다. 혼자 사는 것보다 무리를 지어 생활하는 것이 좋고, 많은 동물들이 같은 일을 하다 보니 협동이 소극적으로 일어나기 때문이다. 부산물 이익은 종종 높은 사망률을 겪는 지도자가 지배하는 둥지에 머물고 도움을 주는 종속 동물의 결과로 발생할 수도 있다. 협력은 출생 그룹에 남아 번식할 가능성이 더 큰 성에 가장 유리한 것으로 나타났다. 시간이 지날수록 부하가 집단에서 지배자가 될 확률이 높아지기 때문이다. 이와 같은 협력은 종종 유럽쌍살벌(Polistes dominula)과 같이 혈연이 아닌 동일한 종의 구성원 사이에서 볼 수 있다.
부산물 혜택을 설명하는 또 다른 용어인 Prisoner's Delight는 2007년 Kenneth Binmore 가 공동 사냥에서 이익이 이기적인 행위의 자동적 결과로 나타날 수 있다는 것을 발견한 후 만든 용어이다. 그는 두 명의 사냥꾼이 있는 시나리오로 이를 설명했다. 각 사냥꾼은 사냥(협조)하거나, 사냥하지 않는(무임승차) 선택권을 가진다.
협동 사냥이 1인 사냥보다 더 큰 보상을 가져온다고 가정할 때 사냥이 드물지 않은 경우 사냥꾼과 사냥꾼이 아닌 플레이어 모두가 이익을 얻는다. 이 상황은 성공적인 사냥의 음식은 참여 여부에 관계없이 두 플레이어가 공유하기 때문에 죄수의 딜레마에 나오는 "죄수의 기쁨"을 보여준다.
무임승차 또는 아무런 노력 없이 이익을 얻는 것은 종종 집단 행동에서 문제가 되는 것으로 나타났다. 무임 승차의 예는 노동 조합의 직원이 회비를 내지 않지만 여전히 조합 대표로부터 혜택을 받는 경우이다. 1995년에 발표된 연구에서 과학자들은 암컷 사자가 집단-영토 갈등에 참여하는 정도에서 개인차가 있음을 발견했다. 일부 사자는 침입자에게 접근하여 일관되게 협조한 반면, 다른 사자는 싸움의 위험을 피하기 위해 일부러 뒤쳐졌다. 이때 우두머리 암사자는 뒤처진 자들을 알아보았지만 처벌하지 않았고, 이는 상호주의로 협력이 유지되지 않는다는 것을 암시한다.
무임승차가 문제가 되는 상황에서 행위자가 협조에 대해 보상을 받거나 협조하지 않을 경우 처벌을 받는 메커니즘인 집행을 통해 협력이 유지된다. 이것은 과거에 배우들을 도운 사람들을 돕는데 협력이 호의적일 때 발생한다. 비협조에 대한 처벌은 미어캣(meerkats)을 참고할 수 있다. 미어캣에서는 지배적인 암컷이 임신한 종속 암컷을 공격하고 퇴거시킬 것이다. 임신은 지배적인 여성만이 자손을 낳을 수 있기 때문에 협력의 실패로 간주된다. 지배적인 암컷은 퇴거를 피하면 종속 여성의 자손을 공격하고 죽일 것이며 퇴거는 종종 스트레스를 증가시키고 생존을 감소시킨다.
집행은 또한 상호 이익이 될 수 있으며, 협력 행위가 과거에 행위자를 도운 사람(직접적) 또는 과거 행위자를 도운 사람을 도운 사람(간접적)을 우선적으로 대상으로 하기 때문에, 이를 호혜적 협력이라고 한다.

### 간접 피트니스 혜택
협력에 대한 두 번째 설명은 간접적인 적합성 혜택 또는 이타적 협력이다. 이러한 유형의 건강상의 이점을 생성하는 세 가지 주요 메커니즘이 있다. 각각 제한된 분산, 친족 차별 및 녹색 수염 효과(green-beard effect).
Hamilton은 원래 개인 간의 직접적인 친족 인식 또는 제한된 분포, 또는 친척을 함께 유지할 수 있는 인구 점도라는 두 가지 방식으로 높은 관련성이 발생할 수 있다고 제안했다. 사회적 파트너 간의 관계를 생성하는 가장 쉬운 방법은 유전적 유사성이 공간적 근접성과 상관관계가 있는 메커니즘인 제한된 분산이다. 개인이 멀리 이동하지 않으면 일반적으로 친척이 그들을 보호한다. 따라서 모든 이타주의 행위는 주로 친족을 대상으로 한다. 이 메카니즘은 녹농균(Pseudomonas aeruginosa)에서 나타났으며, 여기서 개체군이 잘 혼합되면 협력이 불리하지만 높은 지역 관련성이 있을 때 선호된다.
친족 차별은 행위자가 관련 파트너에게 우선적으로 도움을 줄 수 있기 때문에 협력에도 영향을 미친다. 혈연은 일반적으로 공통 유전자를 공유하기 때문에, 이 연고는 그들의 자손 사이에 유전적 관계로 이어질 수 있으며, 이는 친족이 줄 수 있는 협력에 영향을 줄 수 있다고 생각된다.
이 메커니즘은 녹색 수염 효과에서 발생하는 것과 유사하지만 녹색 수염 효과에서 행위자는 대신 협력 유전자를 공유하는 사회적 파트너를 식별해야 한다.
녹색 수염 효과는 인지할 수 있는 형질을 생성하고, 다른 사람들에게서 이 형질을 인식하고, 인식된 사람들에 대한 우선적인 대우를 생성하기 위해 항상 개인과 대립유전자 내에서 동시에 발생해야 한다. 녹색 수염 행동의 예는 수생 동물, 점액 곰팡이, 효모 및 개미에서 발견되었다.
예를 들어 옆 얼룩 도마뱀(side-blotch lizard)에서 파란색 목을 가진 수컷이 우선적으로 영역을 설정한다. 결과는 이웃이 짝을 지키는데 더 성공적임을 보여준다. 그러나 더 크고 공격적인 주황색 수컷 옆에 있는 파란색 수컷은 대가를 치르게 된다. 이 전략 파란색은 RPS 게임과 연결된 상호주의와 이타주의의 진화 사이클이 번갈아 나타난다.

## 다단계 선택
다단계 선택 이론은 선택이 하나 이상의 수준에서 작동한다고 제안한다. 예를 들어 세포의 원자 및 분자 수준, 신체의 세포 수준, 그리고 다시 전체 유기체 수준에서 작동할 수 있다. 커뮤니티 수준 및 종 수준. 같은 수준의 다른 사람과 경쟁하지 않는 수준은 그 이하의 수준이 경쟁이 치열하더라도 제거된다.
이러한 선택의 전형적인 예는 암을 예방하는 유전자의 예이다. 암세포는 통제할 수 없을 정도로 분열하고 세포 수준에서는 매우 성공적이다. 왜냐하면 그들은 (단기적으로) 매우 잘 번식하고 신체의 다른 세포와 경쟁하기 때문이다. 그러나 전체 유기체 수준에서 암은 종종 치명적이므로 생식을 방해할 수 있다. 따라서 암을 예방하는 게놈의 변화(예: 손상된 세포가 스스로를 파괴함으로써 협력적으로 행동하게 함)가 선호된다. 다단계 선택 이론은 유사한 효과가 발생할 수 있다고 주장한다. 예를 들어, 개인이 단기적으로는 자신에게 유리한 행동을 피하도록 협력하지만 장기적으로는 커뮤니티(및 그 후손)를 파괴한다.

## 시장 효과
협력의 진화로 이어질 수 있는 메커니즘을 제안하는 한 이론은 Noe와 Hammerstein이 제안한 "시장 효과"이다. 메커니즘은 많은 상황에서 원하는 자원을 얻는 효율성과 적극적으로 얻을 수 있는 자원의 양 사이에 균형 이 있다는 사실에 의존한다. 이 경우 시스템의 각 파트너는 하나의 특정 자원을 전문적으로 생산하고 무역을 통해 다른 자원을 얻는 이점을 얻을 수 있다. 파트너가 두 명뿐인 경우 각각은 한 자원을 전문으로 하고 다른 파트너와 거래할 수 있다. 자원을 거래하려면 다른 파트너와의 협력이 필요하며 입찰 및 교섭 과정이 포함된다.
이 메커니즘은 종 또는 사회 그룹 내에서 그리고 종 시스템 내에서 모두 신뢰할 수 있다. 자원 소유자가 협력 파트너를 선택할 수 있는 다중 파트너 시스템에도 적용할 수 있다. 이 모델은 자연계에 적용될 수 있다(예는 유인원, 깨끗한 물고기 등의 세계에 있다). 하지만 쉽게 예시할 수 있는 것은 국제 무역 시스템이다. 아랍 국가들은 막대한 양의 석유를 통제하고 있지만 서구 국가들로부터 기술을 찾고 있다. 이들은 차례로 아랍 오일이 필요하다. 해결책은 무역을 통한 협력이다.

## 공생
공생은 종종 장기간에 걸쳐 밀접하게 상호 작용하는 둘 이상의 생물학적 종을 나타낸다. 공생에는 세 가지 유형의 상호 작용(상리주의, 공생, 기생)이 포함되며, 이 중 상호주의만이 때때로 협력으로 간주될 수 있다. 상호주의는 두 개의 다른 생물학적 종 사이의 긴밀하고 상호 유익한 상호 작용을 포함하는 반면 "협력"은 느슨한 상호 작용을 포함할 수 있고 종간(종 간) 또는 종내(종 내)일 수 있는 보다 일반적인 용어이다. 공생에서 두 참여 종 중 하나는 혜택을 받고 다른 하나는 해를 입히거나 혜택을 받지 않다. 기생에서는 참여하는 두 종 중 하나가 다른 종을 희생시키면서 이익을 얻는다.
공생은 의무적이거나 조건적일 수 있다. 절대 공생에서 한 종 또는 두 종 모두 생존을 위해 다른 종에 의존한다. 통성 공생에서 공생 상호 작용은 두 종의 생존에 필요하지 않다.
두 가지 특별한 유형의 공생에는 한 종이 다른 종이 안에 사는 내공생(endosymbiosis)과 한 종이 다른 종이 위에 사는 체외 공생(ectosymbiosis)이 있다.

### 상호주의

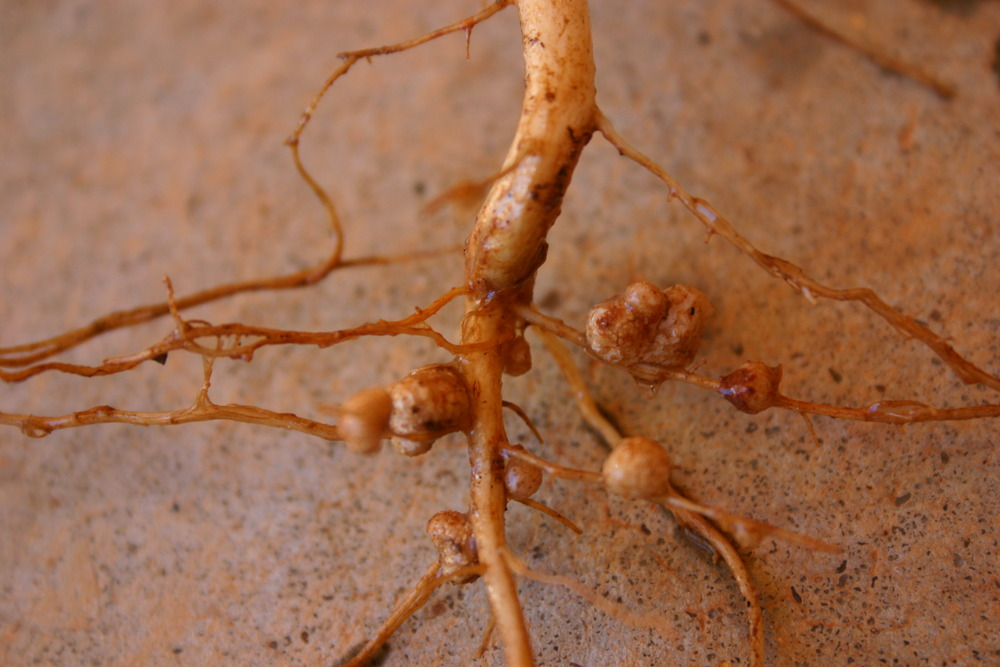
Vigna unguiculata 의 Rhizobia 결절

상호주의는 참여하는 두 종이 모두 이익을 얻는 공생의 한 형태이다.
상호주의의 고전적인 예는 근경 토양 박테리아와 콩과 식물(Fabaceae) 사이의 상호 작용이다. 이 상호 작용에서 rhizobia 박테리아는 분자 신호 교환을 통해 콩과 식물에서 뿌리 결절 형성을 유도한다. 뿌리 결절 내에서 rhizobia는 질소 분해 효소를 사용하여 대기 질소를 암모니아로 고정한다. 콩과 식물은 근경에서 새로운 사용 가능한 질소 공급의 혜택을 받고, 근경은 식물의 유기산 에너지원과 뿌리 결절에 의해 제공되는 보호 혜택을 받다. 근경은 콩과 식물 내부에 서식하기 때문에 내생공생의 한 예이고, 세균과 식물이 모두 독립적으로 생존할 수 있기 때문에 통성공생의 예이기도 하다.
이끼는 상리주의의 또 다른 예이다. 지의류는 균류 (진균류)와 광합성 파트너(광생물체)로 구성되며 일반적으로 녹조류 또는 남조류이다. mycobiont는 photobiont에 의해 생성된 광합성의 설탕 산물로부터 이익을 얻고, photobiont는 mycobiont에 의해 부여된 물과 미네랄 영양소를 포획하기 위해 증가된 수분 보유 및 증가된 표면적으로부터 이익을 얻다. 많은 지의류는 절대 공생의 예이다. 사실, 현존하는 모든 곰팡이 종의 5분의 1은 녹조류, 남조류 또는 둘 모두와 절대적인 공생 관계를 형성한다.
상호주의의 모든 예가 협력의 예이기도 하다. 특히, 부산물 상호주의에서 두 참가자 모두 이익을 얻지만 협력은 관련되지 않는다. 예를 들어 코끼리가 배변할 때 배설물을 비우는 방법으로 코끼리에게 유익하고 코끼리의 똥을 이용하는 쇠똥구리에게도 유익하다. 그러나 참여자의 행동이 서로에게 이익이 되지 않아 협력이 이루어지지 않는다.

## 숨겨진 혜택
숨겨진 혜택은 모호하거나 지연되어 명확하지 않은 협력의 혜택이다. (예를 들어, 숨겨진 이점은 자손 수 또는 자손 생존 가능성의 증가를 포함하지 않다.)
숨겨진 이점의 한 예는 훌륭한 굴뚝 요정인 Malarus cyaneus를 포함한다. M. cyaneus에서는 둥지에 도우미가 있어도 병아리 덩어리가 증가하지 않다. 그러나 도우미의 존재는 숨겨진 이점을 제공한다. 즉, 어미가 생존하여 다음 해에 번식할 가능성이 높아진다.
숨겨진 이익의 또 다른 예는 기증자가 수혜자와 수혜자와 더 이상 상호 작용이 없을 때에도 관찰자가 미래에 기증자에게 투자할 확률을 증가시키도록 기증자 개인이 수혜자를 돕는다.
79명의 학생을 대상으로 한 연구에서 참가자들은 반복적으로 다른 사람에게 돈을 주고 다른 사람에게서 받는 게임을 했다. 그들은 상호 역할에서 같은 사람과 결코 상호 작용하지 않을 것이라고 들었다. 플레이어의 기부 이력은 각 익명의 상호 작용에 표시되었으며 기부는 이전 상호 작용에서 다른 사람에게 관대했던 수신자에게 훨씬 더 자주 나타났다. 간접적인 상호성은 인간에게서만 발생하는 것으로 나타났다.

## 죄수의 딜레마

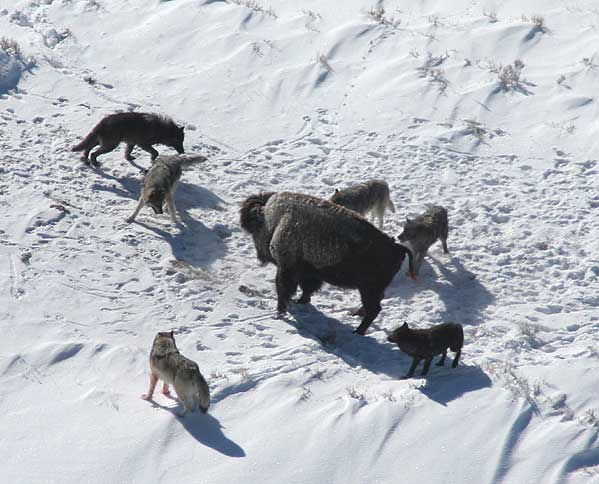
늑대의 협동 사냥을 통해 늑대는 개별 늑대가 처리할 수 있는 것보다 훨씬 더 크고 영양가 있는 먹이를 잡을 수 있다. 그러나 그러한 협력은 잠재적으로 사냥의 위험에 자신을 노출시키지 않지만 전리품을 공유하는 이기적인 개인에 의해 이용될 수 있다.

그룹의 모든 구성원이 협력을 통해 이익을 얻더라도 개인의 이익이 협력을 선호하지 않을 수 있다. 죄수의 딜레마는 이 문제를 체계화하고 이론적이고 실험적인 많은 연구의 주제가 되었다.
PDG(죄수의 딜레마 게임)는 원래 형식에서 재판을 기다리고 있는 두 명의 수감자 A와 B가 서로를 배신하거나 침묵을 지킨다는 선택에 직면하는 것을 묘사했다. 이 게임에는 네 가지 가능한 결과가 있다.
- (a)둘 다 서로를 배신하고 둘 다 2년형을 선고받는다.
- (b) A가 B를 배신하여 A를 석방하고 B에게 4년형을 선고한다.
- (c) B가 A를 배신하고, B가 석방되고 다른 사람이 4년을 감옥에서 보낸다는 점을 제외하고는 (b)와 동일한 결과를 얻는다.
- (d) 둘 다 침묵하여 각각 6개월 형을 선고받는다.

분명히 (d)(협조)가 최고의 상호 전략이지만 개인의 관점에서 볼 때 배신은 무적이다(결과적으로 석방되거나 2년 형만 선고됨). 침묵을 지키면 4년 또는 6개월의 형이 선고된다.
PDG의 또 다른 예시는 다음과 같다. 두 명의 낯선 사람이 함께 식당에 참석하고 청구서를 분할하기로 결정한다. 메뉴에서 가장 저렴한 항목을 주문하는 것이 상호 최고의 전략이다(상호 협력). 그러나 파티의 한 구성원이 가장 비싼 품목을 주문하여 상황을 악용하면 다른 구성원도 마찬가지로 하는 것이 가장 좋다. 사실 동료 식당의 성격이 전혀 알려지지 않고 두 사람이 다시는 만날 가능성이 희박하다면 최대한 비싸게 먹는 것이 항상 자기 자신에게 가장 유리하다.
PDG와 동일한 역학(보상 및 벌칙)이 적용되는 자연적 상황은 협력 행동을 정의한다. 상호 협력이 다른 어떤 전략보다 두 참가자에게 (함께) 더 높은 보상을 제공하더라도 협력하는 것은 개인의 적합성 이익이 결코 아니다. 이러한 상황에서는 협력이 발전할 수 없다 .
그러나 1981년 Axelrod와 Hamilton은 PDG의 동일한 참가자가 반복적으로 만나면(소위 반복되는 죄수의 딜레마 게임, IPD에서) tit-for-tat(Robert Trivers의 1971 상호 이타주의 이론에 의해 예고됨)에 주목했다.) 이타주의를 조장하는 강력한 전략이다. "tit-for-tat"에서 두 플레이어의 시작 동작은 협력이다. 그 후 각 참가자는 다른 플레이어의 마지막 움직임을 반복하여 상호 협력적인 움직임의 끝없는 시퀀스를 만든다. 그러나 실수는 맞대응의 효율성을 심각하게 훼손하여 배신의 연속을 초래하며, 이는 또 다른 실수를 통해서만 고칠 수 있다.
이러한 초기 발견 이후로, 다른 모든 가능한 IPD 게임 전략이 확인되었다(예를 들어, 협동한다는 점을 제외하고는 "딱딱딱"처럼 행동하는 "관대하게 짜맞추기"를 포함하여 모두 16가지 가능성이 있다. 상대의 마지막 움직임이 "배신"일 때 작은 확률로.), 그러나 플레이어 중 한 명이 그러한 전략으로 전환하는 경우 다른 전략 중 적어도 하나에 의해 모두 능가할 수 있다. 그 결과 어떤 것도 진화적으로 안정적이지 않으며, 대안 전략이 무작위로 발생하는 반복되는 죄수의 딜레마 게임의 장기간 시리즈는 결코 끝나지 않는 전략 변경의 혼란스러운 시퀀스를 낳다.
그러나 실험 경제학의 결과에 따르면 인간은 종종 분명한 사익이 기다리고 있음에도 불구하고 더 협력적으로 행동한다.

## 상호성은 협력의 진화의 원인이 아니라 결과일 것이다
반복되는 죄수의 딜레마 게임과 상호 이타주의 이론이 협력의 진화적 안정성에 대한 완전한 답을 제공하지 못하는 점에 기인하여, 몇 가지 대안 설명이 제안되었다.

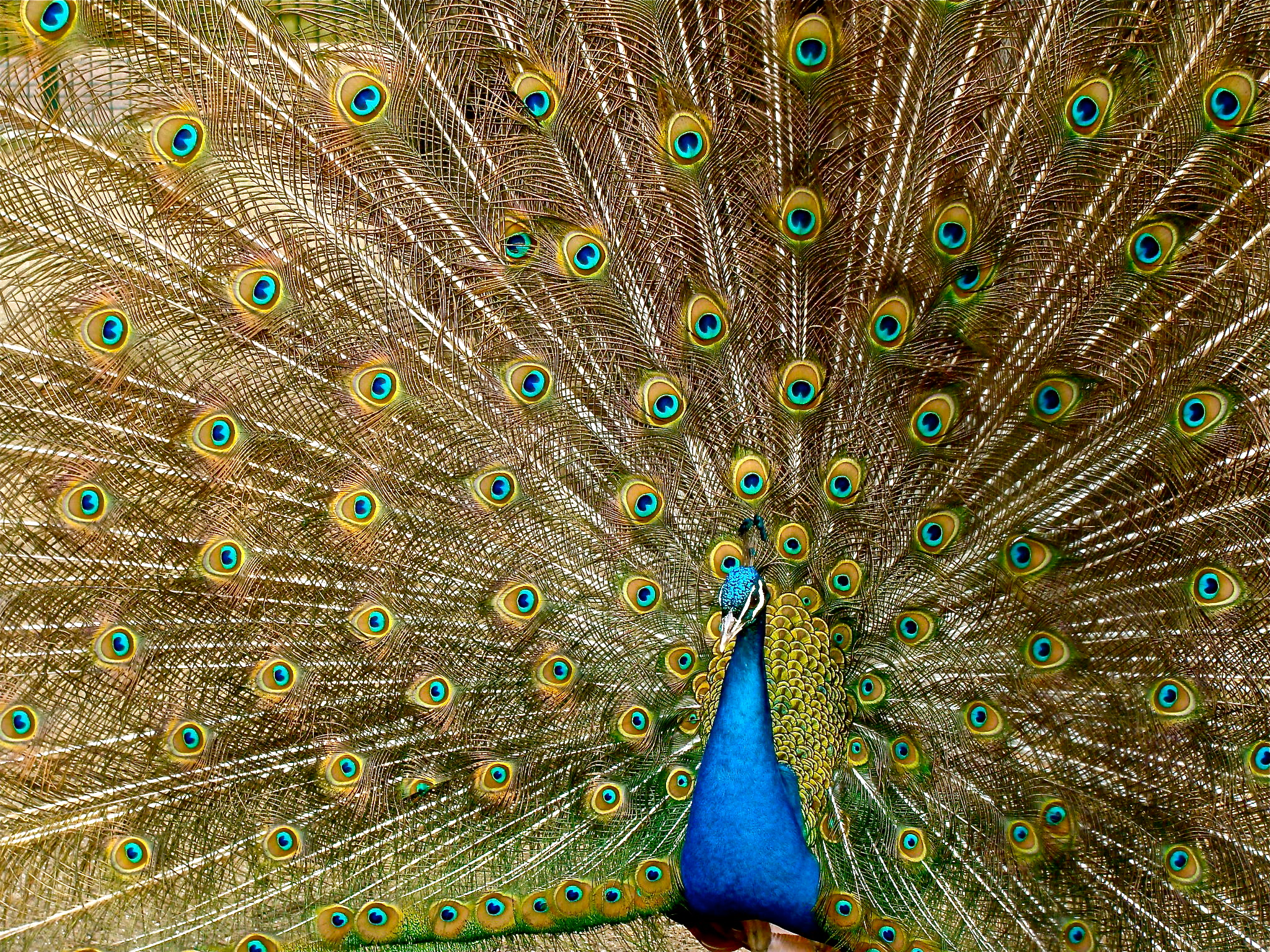
아름답지만 서투르며 공기역학적으로 불건전한 발기성 꼬리를 가진 수컷 공작. Amotz Zahavi는 이를 경주마의 핸디캡에 필적하는 핸디캡이라고 생각한다. 핸디캡이 클수록 개인에게 더 본질적으로 적합한다(텍스트 참조).

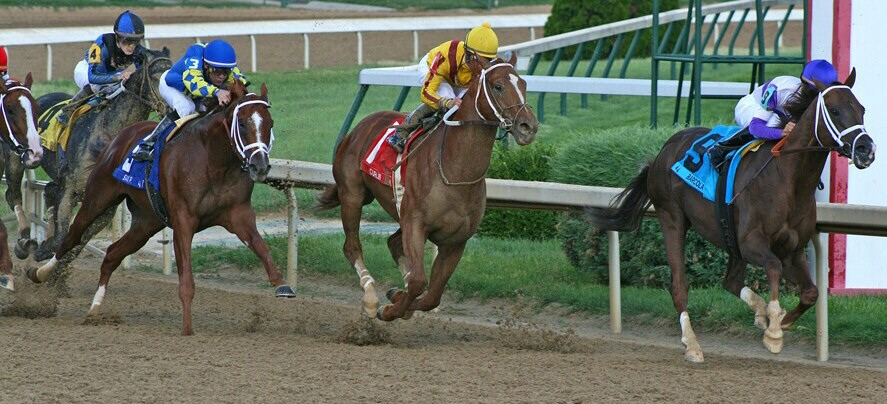
핸디캡 경주에서 최고의 말은 가장 큰 무게를 싣기 때문에 핸디캡의 크기는 동물의 품질을 측정하는 척도이다.

협력 행동과 일부 동물, 특히 공작과 같은 특정 새가 표시하는 과장된 성적 장식품 사이에는 놀라운 유사점이 있다. 둘 다 적합성 측면에서 비용이 많이 들고 일반적으로 인구 또는 종의 다른 구성원에게 눈에 띈다. 이것으로 Amotz Zahavi는 둘 다 자신의 핸디캡 원칙에 의해 진화 적으로 안정한 피트니스 신호가 될 수 있다고 제안했다. 신호가 신뢰할 수 있고 일반적으로 위조에 저항력을 유지하려면, 신호가 진화적으로 비용이 많이 들 수밖에 없다. 따라서 (체력이 낮은) 거짓말쟁이가 실제 체력을 심각하게 손상시키는 값비싼 신호를 사용한다면 유사성이나 정상성을 유지하기가 어렵다는 것을 알게 될 것이다.
Zahavi는 스포츠 핸디캡 시스템에서 "핸디캡 원칙"이라는 용어를 차용했다. 이러한 시스템은 성과의 격차를 줄여서 경연의 결과를 예측하기 어렵게 만드는 것을 목표로 한다. 말 핸디캡 경주에서 입증된 빠른 말은 본질적으로 느린 말보다 안장 아래에 더 무거운 무게를 싣다. 유사하게, 아마추어 골프에서 더 나은 골퍼는 덜 재능 있는 선수보다 원 스코어에서 더 적은 타수를 뺀다. 따라서 핸디캡은 비장애인의 경기력과 상관 관계가 있으므로 말에 대해 아는 것이 없는 경우에도 열린 경주에서 어떤 장애가 없는 말이 우승할지 예측할 수 있다. 안장에서 가장 무거운 무게를 지닌 장애인 말이 우승할 수도 있을 것이다.
자연의 핸디캡은 눈에 잘 띄기 때문에 예를 들어 공작새는 자신의 핸디캡(공작의 꼬리 크기)을 다른 수컷의 핸디캡과 비교하여 잠재적인 짝의 건강을 추론할 수 있다. 핸디캡으로 인한 남성의 체력 손실은 여성에 대한 접근성 증가로 상쇄되며, 이는 그의 건강만큼 체력 문제도 중요하다. 협동 행위는 정의상 마찬가지로 비용이 많이 든다(예: 혈연이 없는 한 쌍의 새 둥지에서 새끼를 키우는 것을 돕는 것과 자신의 자손을 낳고 기르는 것). 따라서 그것은 또한 건강을 나타내는 신호이며, 신체적 장애만큼 여성에게 매력적일 것이다. 이 경우 협력은 성 선택에 의해 진화적으로 안정화된다.

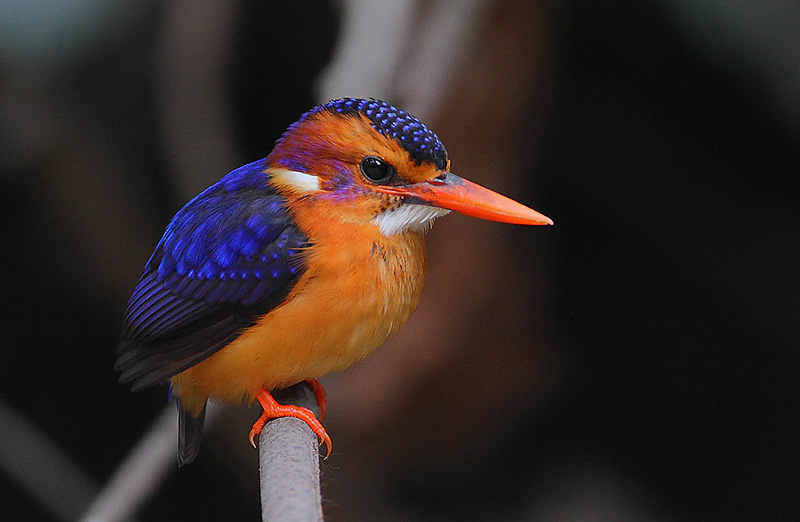
아프리카 피그미 물총새, 모든 아프리카 피그미 물총새가 높은 수준으로 공유하는 모양과 색상의 세부 사항을 보여준다.

과장된 성적 장식이나 다른 장애를 가진 한 성별에 의존하지 않지만 아마도 모든 성적 생물은 아닐지라도 대부분의 사람들에게 일반적으로 적용될 수 있는 적합한 짝을 식별하기 위한 대체 전략이 있다. 무성 돌연변이로 인한 모양과 기능의 변화는 일반적으로 인구에서 두드러진다는 개념에서 파생된다. 이는 변경된 모양과 기능이 그 집단 내에서 일반적이지 않고 특이하고 다를 것이기 때문이다. 이러한 비정상적인 특징이 판단되는 기준은 자연 선택을 통해 다수성을 획득한 적합 속성으로 구성되며, 덜 적응된 속성은 소수에 있거나 솔직히 드물다. 돌연변이 특징의 압도적 다수는 부적응적이며 진화의 미래 방향을 예측하는 것이 불가능하기 때문에 유성 생물은 특이하거나 소수의 특징이 가장 적은 짝을 선호 할 것으로 예상된다. 이것은 성 인구가 주변 표현형 특징을 빠르게 없애고 모든 구성원의 전체 외양과 행동을 조화시키는 효과가 있다.
첨부된 아프리카 피그미 물총새인 Ispidina picta의 사진에서 볼 수 있듯이, 그것들은 모두 매우 빠르게 모든 세부 사항에서 서로 놀라울 정도로 유사해 보이기 시작할 것이다. 일단 개체군이 대부분의 종의 전형적인 모습처럼 균질해지면 협동적, 이타적, 사회적 상호 작용을 포함하여 전체 행동 레퍼토리가 진화적으로 안정 하게 될 것이다. 따라서 위 의 예에서 나머지 사냥 무리와 떨어져 있지만 그럼에도 불구하고 전리품에 참여하는 이기적인 개인의 경우 해당 개인은 표준과 다른 것으로 인식되어 끌리기가 어려울 것이다. 따라서 그 유전자는 다음 세대로 전달될 확률이 매우 낮기 때문에 해당 인구의 표준인 복잡성 수준에 관계없이 협력과 사회적 상호 작용을 진화적으로 안정화시킨다.

## 협력 연구의 역사
동물 협력에 대한 최초의 언급 중 하나는 찰스 다윈에 의해 만들어졌는데, 그는 이것이 자연 선택 이론의 잠재적인 문제라고 지적했다. 19세기 내내, Thomas Henry Huxley와 Peter Kropotkin과 같은 지식인은 동물이 서로 협력하는지, 동물이 이타적인 행동을 보이는지에 대해 열렬한 논쟁을 벌였다.
1900년대 후반, 동물 협력에 대한 일부 초기 연구는 집단 생활의 이점에 초점을 맞췄다. 무리를 지어 생활하면 포식자 공격의 빈도가 증가하고 짝짓기 경쟁이 심화되는 형태로 비용이 발생하지만 일부 동물은 비용보다 이점이 더 크다는 것을 알게 된다. 집단 생활을 하는 동물은 종종 기생충 제거, 더 많은 짝과의 접근, 먹이 찾기의 에너지 보존에 도움을 받는다. 처음에는 동물 협력의 가장 분명한 형태가 친족 선택이었지만 최근 연구에서는 혜택이 덜 명확해 보일 수 있는 비친족 협력에 중점을 둔다. 친족이 아닌 협력은 종종 조작과 강압을 포함하는 많은 전략을 포함하므로 이러한 상호 작용을 연구하기가 더 복잡해진다. 조작의 예는 다른 종의 새 둥지에 알을 낳는 무리 기생충인 뻐꾸기가 있다. 그런 다음 그 새는 뻐꾸기 새끼에게 먹이를주고 돌보게된다. 이 현상은 언뜻 보기에는 협력처럼 보일 수 있지만, 이는 받는 사람 한 명에게만 혜택을 준다.
과거에는 고전적인 협동 사냥 및 죄수의 딜레마 모델과 같은 간단한 게임 이론 모델을 사용하여 협동 관계에서 동물이 내리는 결정을 결정했다. 그러나 동물 간의 복잡한 상호작용은 내쉬 균형과 같은 보다 복잡한 경제 모델의 사용을 요구했다. 내쉬 균형은 개인의 결정이 다른 개인의 전략에 대한 지식에 의해 영향을 받는다고 가정하는 일종의 비협조적 게임 이론이다. 이 이론은 동물의 더 높은 인지 능력을 고려했기 때문에 참신했다. 진화적으로 안정적인 전략은 전략이 유전 가능하고 자연 선택의 대상이 된다고 가정한다는 점에서 내쉬 균형의 세련된 버전이다. 경제 모델은 협력이 선택 사항일 때 개인이 어떻게 행동하는지에 대한 예측을 제공하기 때문에 협력 관계를 분석하는데 유용하다. 경제 모델은 완벽하지 않지만 협력 관계가 작동하는 방식에 대한 일반적인 아이디어를 제공한다.

## 같이 보기
- 우호성
- 협업
- 던바의 수
- 협동